# Flores (departement)
 For alternative betydninger, se Flores. (Se også artikler, som begynder med Flores)
Flores er et af de 19 departementer i Uruguay. Departementet har et areal på 5.144 kvadratkilometer, og et indbyggertal (pr. 2004) på 25.104.
Flores-departementets hovedstad er byen Trinidad.
34°S 57°V / 34°S 57°V